# Justizbetreuungsagentur
Die Justizbetreuungsagentur (JBA) ist eine Anstalt öffentlichen Rechts, die in Österreich Aufgaben aus dem Bereich des Personalmanagements des Bundesministeriums für Justiz übernimmt. Die Agentur wurde auf Grundlage des Justizbetreuungsagentur-Gesetzes eingerichtet, womit erstmals eng eingegrenzte Teilbereiche des österreichischen Strafvollzugs aus dem direkten Verantwortungsbereich des Justizministeriums ausgegliedert wurden. Das entsprechende Gesetz wurde am 5. Juni 2008 im Nationalrat beschlossen.

## Aufgabe und Konzeption
Als vom Bundesministerium für Justiz geleitetes Unternehmen ist die Justizbetreuungsagentur zuständig für die Einstellung von externen Fachkräften in den österreichischen Justizanstalten. Dazu zählen unter anderem Ärzte, Psychologen, Psychotherapeuten und Lehrer. Angestellte dieser Berufsgruppen waren bislang vom Bundesministerium selbst angestellt worden. Zunächst wird sich der Tätigkeitsbereich der Justizbetreuungsagentur vornehmlich auf Sonderanstalten des Maßnahmenvollzugs beschränken, wo besonders viel externes Personal benötigt wird. In einem ersten Schritt wird die Agentur deshalb mit der Einstellung der Angestellten der neu zu errichtenden Außenstelle Maßnahmenvollzug Asten (Außenstelle der Justizanstalt Linz) betraut.
Die Agentur untersteht in jedem Fall dem Bundesministerium für Justiz und erhält von diesem sowie von der Generaldirektion für den Strafvollzug und den Vollzug freiheitsentziehender Maßnahmen auch seine Aufträge. Als Unternehmen der Republik Österreich arbeitet die Justizbetreuungsagentur ähnlich der Buchhaltungsagentur nicht gewinnorientiert und übt keine wirtschaftliche Tätigkeit aus. Zum Geschäftsführer der Einrichtung wurde Jürgen Atzlsdorfer am 28. November 2008 von Justizministerin Maria Berger ernannt. Er übernahm die Geschäftsleitung für einen Zeitraum von zunächst 5 Jahren, beginnend mit dem 1. Jänner 2009. Aufsichtsratsvorsitzender wurde mit Beschluss vom 14. Juli 2008 der ehemalige Leiter der Personalsektion im Bundesministerium, Hermann Germ. Mit 1. Februar 2014 wurde Thomas Schützenhöfer zum neuen Geschäftsführer der Justizbetreuungsagentur bestellt.

## Geschichte
Erstmals bekannt wurden die Pläne des Justizministeriums im April 2008. Damals stießen die ersten Entwürfe bereits nach kurzer Zeit auf starke Kritik besonders seitens des Rechnungshofs und der Grünen Partei mit deren Justizsprecher Albert Steinhauser. Zentrum der anfänglichen Widerstände war die Befürchtung, mit der Auslagerung der Personalaufgaben an die Justizbetreuungsagentur ginge eine schrittweise Privatisierung des österreichischen Strafvollzugs einher.
Nach laut eigener Aussage sorgfältiger Prüfung aller Beschwerden wurde der endgültige Gesetzesvorschlag zum Justizbetreuungsagenturgesetz schließlich durch einen Ministerratsbeschluss zur Regierungsvorlage, die am 14. Mai 2008 dem österreichischen Nationalrat übermittelt wurde. Am 28. Mai wurde die Vorlage auch im Justizausschuss mit den Stimmen von SPÖ, ÖVP, FPÖ und BZÖ angenommen und somit Reif für die Abstimmung im Plenum gemacht. In seiner Sitzung am 5. Juni 2008 beschloss der Nationalrat mit den Stimmen derselben Parteien die Regierungsvorlage mehrheitlich anzunehmen. Das Gesetz erlangte damit am 1. Jänner 2009 Gesetzeskraft. Mit diesem Datum nahm auch die JBA ihre Tätigkeit auf und wurde ins Firmenbuch eingetragen. Bereits im Februar 2009 erfolgte die erste Personalbereitstellung durch das neu gegründete Unternehmen.